# ?! (album)
| Recensione | Giudizio |
| ---------- | -------- |
| AllMusic   |          |

?! è il primo album in studio del rapper italiano Caparezza, pubblicato nel 2000 dalla Extra.

## Descrizione
Si tratta della prima pubblicazione ufficiale del rapper in seguito all'interruzione della propria attività musicale a nome Mikimix e si compone di quattordici brani, molti dei quali sono rifacimenti di pezzi originariamente pubblicati nei due demo di Caparezza, Ricomincio da Capa e Zappa. Il disco si caratterizza inoltre per la presenza di vari campionamenti: Intro contiene un frammento di Guida nel suono a tre dimensioni del Sei Fasi Superstereo, Tutto ciò che c'è uno spezzone di La filastrocca di Raoul Casadei e La fitta sassaiola dell'ingiuria una parte di Confessioni di un malandrino di Angelo Branduardi.
Al fine di promuovere ?! è stato pubblicato il singolo Tutto ciò che c'è insieme al relativo video musicale. Nel corso del 2000 sono stati distribuiti anche i brani La fitta sassaiola dell'ingiuria (anch'esso accompagnato da un video diretto da Francesco Cabras e Alberto Molinari), Chi c*zzo me lo e La gente originale.

## Tracce
Testi e musiche di Michele Salvemini.
1. Intro – 1:17
2. Mea culpa – 4:01
3. Tutto ciò che c'è – 2:50
4. Mammiamiamamma – 3:44 – indicato anche come Mammamiamammà[3]
5. La gente originale – 3:48
6. Il conflitto – 3:54
7. Fuck the violenza – 3:35
8. Ti clonerò – 4:15
9. La fitta sassaiola dell'ingiuria – 4:05
10. Chi c*zzo me lo – 4:01
11. Mi è impossibile – 3:55
12. Uomini di molta fede – 4:16
13. Cammina solo – 4:23
14. Dindalè dindalò – 7:01 – contiene una traccia fantasma senza titolo

## Formazione
Hanno partecipato alle registrazioni, secondo le note di copertina:
Musicisti
- Caparezza – voce, basi
- DJ Jan – scratch
- Ennio Salvemini – chitarra (traccia 2)

Produzione
- Caparezza – produzione
- Daniele Saracino – registrazione, missaggio